# Palazzo Ajutamicristo
Il Palazzo Ajutamicristo è un palazzo nobiliare del XV secolo con prospetto in via Garibaldi a Palermo.
Fu voluto dal barone di Misilmeri e Calatafimi, il banchiere Guglielmo Ajutamicristo, che voleva una residenza diversa dal castello di Misilmeri per gestire dalla capitale con più facilità il commercio cerealicolo.

## Storia, dallo splendore al declino
L'opera fu realizzata tra il 1490 e il 1495  in stile gotico siciliano da Matteo Carnilivari, noto architetto del tempo, negli ultimi lustri d'epoca aragonese. Il palazzo ha un portone monumentale in stile gotico coronato originariamente al piano nobile da una quadrifora gotica. Era strutturato in tre piani e coronato da una merlatura ghibellina a rondine, fortunatamente ancora visibile ai giorni nostri. 
Il maestoso progetto fu condotto a termine solo in parte concentrandosi soprattutto sul lussuoso interno che ha convinto illustri ospiti tra cui:
  l'imperatore Carlo V reduce dalla trionfale campagna di Tunisi nel 1535, durante il passaggio per le città del Regno di Sicilia comprese tra Trapani e Messina lungo il percorso di rientro;

Don Giovanni d'Austria nel 1576 a soggiornarvi. 
Nel 1588 il palazzo e il suo giardino vengono acquistati dai Moncada, Principi di Paternò che ne resteranno proprietari per circa 300 anni. 
I primi rimaneggiamenti seicenteschi adeguano il palazzo alle esigenze di vita e di cultura del tempo mediante l’inserimento di grandi finestre classiciste e balconi sorretti da grandi mensole in pietra. È a partire dal 1764 ad opera di Giovanni Luigi Moncada, Grande di Spagna, IX Principe di Paternò, etc. che il palazzo viene riconfigurato con le aggiunte barocche avvalendosi degli architetti Giuseppe Venanzio Marvuglia e Andrea Giganti che si avvicendano alla guida dei lavori. All’interno del Palazzo, nel 1780 circa, viene realizzato un grande Salone da ballo di particolare interesse per ampiezza e decori che viene affrescato dai pittori Benedetto Cotardi e Giuseppe Crestadoro, allievo di Vito D’Anna, che con la loro fastosa decorazione allegorica “Gloria del Principe virtuoso” sottolineano i dettami rappresentativi di una famiglia nobile e potente come i Moncada, facente parte di una società feudale e cortigiana. 
Sempre negli stessi anni viene ampliato il giardino dando vita alla ben nota in città “Flora di Caltanissetta” dal titolo comitale  dei Principi di Paternò. Era un giardino con sedili in pietra, viali alberati e coperti, statue e fontane che veniva eccezionalmente aperto al pubblico in alcune ore della giornata. 
A partire dalla morte del Principe Giovanni Luigi (1827) il palazzo si avviò verso una fase di declino dovuto al pagamento rateizzato del riscatto al Bey di Tunisi (Giovanni Luigi Moncada venne rapito nel 1797 dai pirati e fu costretto a pagare un riscatto esorbitante per riottenere la libertà). 
Nel 1862, per la costruzione del Teatro Garibaldi, parte del viale e del giardino superstiti vennero soppressi e gli alberi secolari cedettero il posto a magazzini, officine ed edifici. I Moncada resteranno proprietari fino al 1877, l’atto di acquisto da parte dei Calefati di Canalotti e dei Tasca d’Almerita risulta essere del 1881.
Il palazzo si mostra nel ventunesimo secolo come uno e un loggiato a doppio ordine interno con un vasto giardino ove era ospitata la statua del Cavallo Marino, risistemato a piazza Santo Spirito e che si estendeva fino alla basilica La Magione.

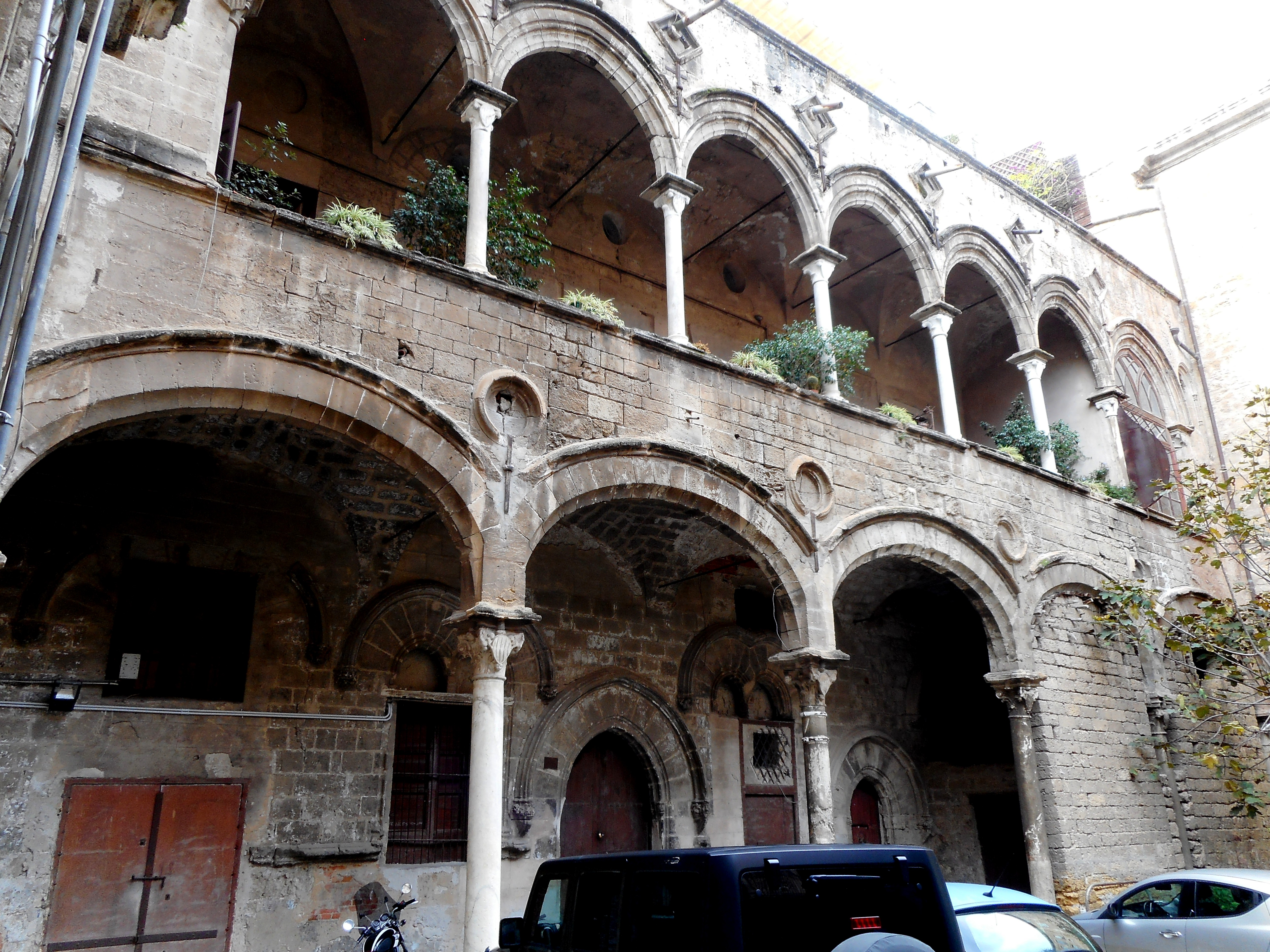
Il cortile è la parte del palazzo in cui meglio si conserva l'originaria struttura tardo-medievale
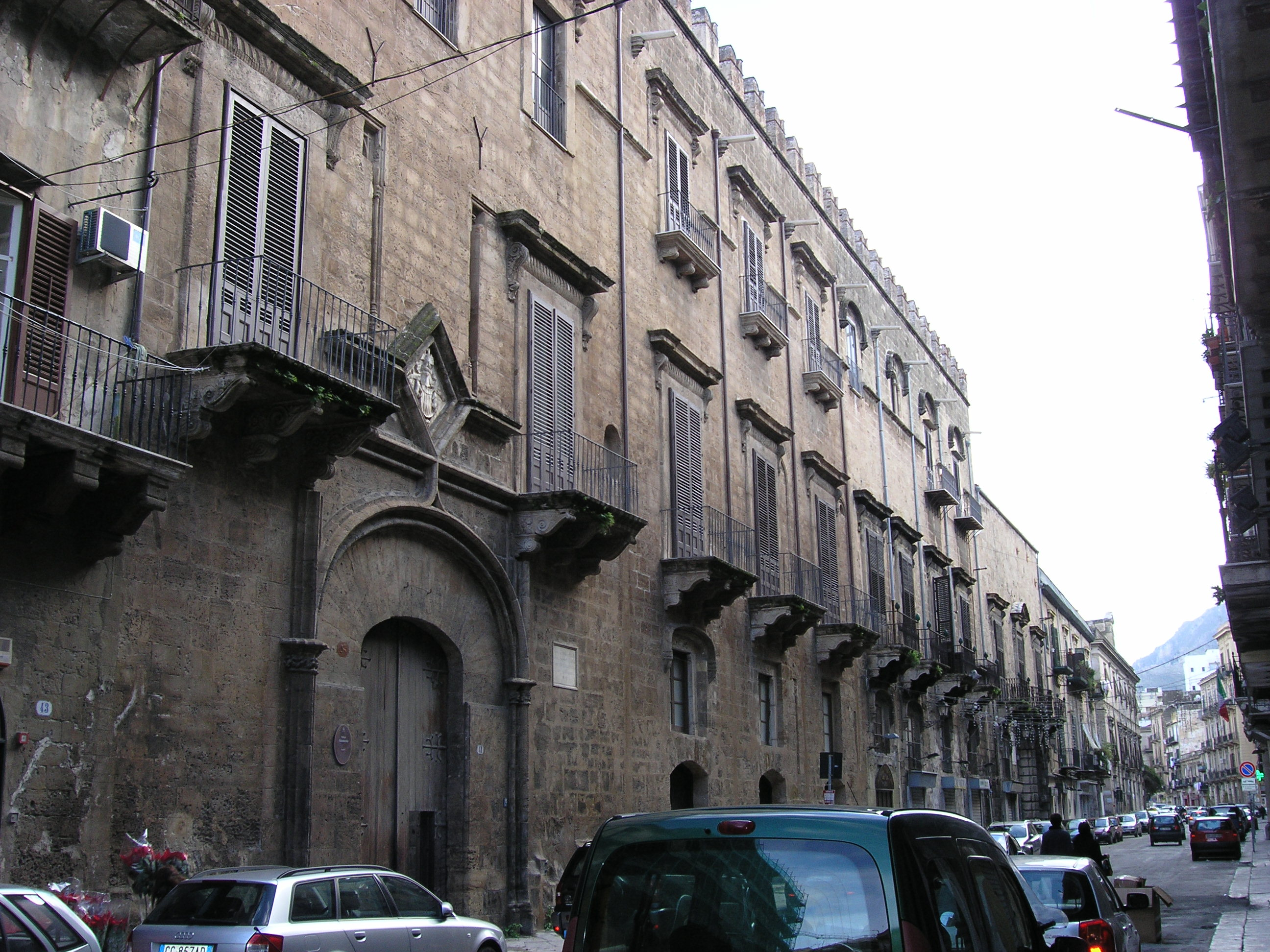
La facciata che dà sulla strada risulta fortemente alterata in età barocca

L'ingresso originario consiste in un portale ad arco policentrico con ghiera a bastone su fasci di colonnine, la pietra è fine e ben levigata secondo lo stile gotico allora imperante tra Italia meridionale e Sicilia. Esso si incastra in un complesso sistema di cornici aggettanti che si congiungono dando forma al rombo nel quale, anche se con qualche difficoltà, è possibile ammirare lo stemma della famiglia degli Ajutamicristo. Il palazzo, a causa delle sopracitate modifiche barocche durante il seicento, si mostra con una forte incoerenza di stili; le antiche bifore e trifore gotiche sono appena visibili, dato che risultano murate, le finestre risultano sfalsate rispetto alle due linee cardini che dividevano i tre piani con cui era disposto il palazzo, e dotate di semplici ringhiere di ferro, scelta antiestetica e antistorica se si pensa che il palazzo era dotato di grandi trifore al piano nobile, sprovviste ovviamente di ringhiere. Al di là del portone principale, che dava originariamente alle logge interne del palazzo e dunque alla parte destinata originariamente i giardini, vi è possibile ammirare gli elementi più caratteristici dello stile tardo-aragonese regnicolo. A parte il portone ad arco gotico-ribassato, vi è possibile vedere piccole finestre catalane (forse si trattava di buchette), e in corrispondenza del piano nobile che dà sulla strada, un porticato a sesto acuto di tre archi coronati da due rombi. Probabilmente questa parte del palazzo finiva col piano nobile, ed era coronato da un tetto a falde, nel ventunesimo secolo al di sopra del piano nobile e delle tre arcate si nota l'aggiunta seicentesca di un secondo piano sprovvisto di tetto, con tre finestre rettangolari. Anche nella facciata che dà sul cortile è possibile notare le aggiunte arbitrarie dei secoli successivi che fanno perdere parte del fascino e dell'ammirazione che il palazzo meriterebbe. La facciata che originariamente dava ai giardini risulta fortemente alterata e austera, residui di calce e intonaco suggeriscono che con ogni probabilità quest'ala del palazzo fu stuccata nei secoli successivi alterando la levigata pietra viva tufacea. 
Una porzione, dal 1881, proprietà dei Tasca, è posseduta dalla Regione Siciliana e la Soprintendenza ai BB.CC.AA. di Palermo vi presenta una ricca collezione lapidea e scultorea, tra cui opere di Domenico Gagini, Ignazio Marabitti e le due stele Mellerio, commissionate ad Antonio Canova nel 1812 da Giacomo Mellerio. In altre sale espositive sono custodite le carrozze della collezione Martorana Genuardi. Le due collezioni sono aperte al pubblico.
L'altra metà è di privati tra cui i baroni Calefati di Canalotti che acquistano il palazzo nel 1881 dai Moncada e che tutt’oggi abitano il piano nobile contraddistinto dalla loggia.

## Opere
- XVIII secolo, Gloria del principe virtuoso, affresco, opera presente nella sala da ballo realizzata da Giuseppe Crestadoro.